# Sandra Maahn

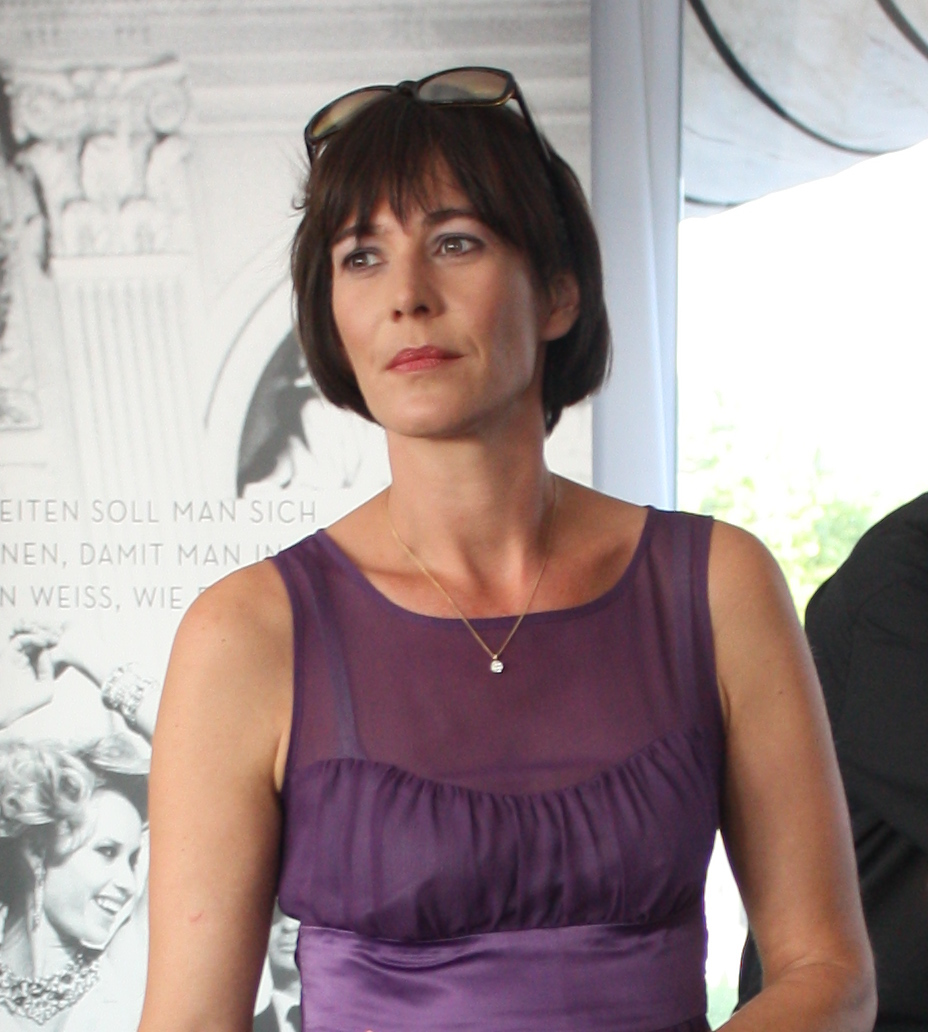
Sandra Maahn 2011

Sandra Maahn (* 16. April 1968 in München) ist eine deutsche Nachrichtensprecherin und Fernsehmoderatorin.

## Leben
Sandra Maahn besuchte die Schule in Lüneburg und das Gymnasium in Hamburg-Steilshoop, wo sie als Landesschülersprecherin aktiv für bildungs- und friedenspolitische Themen war. Danach volontierte sie beim privaten Hamburger Radiosender OK Radio und wechselte dann in die Nachrichtenredaktion von RTL II. Nach Gründung der privaten TV-Station Hamburg 1 moderierte Maahn von 1995 bis 1998 dort die Nachrichten und die Gesprächsreihe Zu Gast bei … Anschließend übernahm sie die Moderation der 22 wöchentlichen Ausgaben von Brigitte TV in der ARD. Von 1999 bis 2008 moderierte sie die tägliche NDR-Sendung DAS! (im Wechsel mit Bettina Tietjen und Inka Schneider) sowie der Sendungen Küstengeschichten und Pferdegeschichten. Von Herbst 2003 bis 2009 war sie außerdem als Ringsprecherin für die monatlichen Spotlight Boxing Galas tätig, die von Eurosport übertragen wurden.
Sie moderierte im NDR-Fernsehen die Sendungen Sportclub Live und Pferd TV, außerdem präsentierte sie regelmäßig die Sportnachrichten beim Nachrichtensender tagesschau24.
Neben ihrer Fernsehtätigkeit moderierte sie die Veranstaltungen der „LeadAcademy für Mediendesign und Medienmarketing“ in den Deichtorhallen, bei denen die LeadAwards verliehen wurden.
Sandra Maahn ist die Tochter des Journalisten Peter Maahn sowie eine Nichte des deutschen Rocksängers Wolf Maahn. Sie lebt in Hamburg. Bis 2001 war sie mit dem Medienunternehmer Frank Otto verheiratet, mit dem sie zwei gemeinsame Kinder hat.